# Max W. Arnold
Max W. Arnold (nume la naștere Mendel Wechsler Arnold, apare în documente și ca Max Wexler Arnold) (n. 25 martie 1897, Iași, România – d. 29 iulie 1946, București, România) a fost un pictor evreu din România.

## Biografie
În perioada 1913-1919 a urmat Școala de Belle-Arte din Iași, pe care a absolvit-o în 1920, an din care a început să expună în țară. Aici a studiat cu Gheorghe Popovici și Octav Bancilă.
După absolvire a călătorit mult în Europa și în Orient. În anii 1923-1924 a plecat în Germania, la München și Dresda, spre a-i studia pe expresioniștii germani. În perioada 1925-1927 a călătorit în Italia. La Roma a continuat studiile la Institutul Superior de Arte, unde s-a întâlnit cu pictorii Sabin Popp și Lucian Grigorescu. O nouă deplasare în Palestina, Egipt și Siria, expunând la Sala Hasefer, în iarna 1927-1928, lucrările făcute în aceste călătorii. În 1928, a plecat la Paris, apoi în Spania. În Franța, a lucrat multe pe coasta bretonă, la Concarneau și la Douarnenez, unde a creat compoziții de natură statică cu fructe de mare, creveți, languste și homari. Urmează noi expoziții, la Paris în 1933 și la București în 1934. S-a impus ca pictor în ulei și acuarelist după călătoriile la Balcic, apoi în Bretania franceză, Belgia, Grecia, Anglia. A fost influențat mai puțin de Paul Cézanne, deși îl admira, și mai mult de Henri Matisse, Raoul Dufy și Albert Marquet.
Lucrările sale abordează o varietate de teme, ca peisaje orientale, dobrogene, de pe Sena, din Hyde Park, din Florența, nuduri, portrete, naturi statice, interioare, stradale etc.
Potrivit propriilor adeziuni, Max W. Arnold poate fi încadrat postmodernismului, preferând estomparea volumelor, libertatea compozițională și spontaneitatea gestului artistic.
M.H. Maxy îl caracteriza astfel pe pictorul Max W. Arnold:
Un cutezător al acuarelei... de o vigoare și o prospețime în expresie cu totul personale... Colorist învederat, încearcă în același timp, într-o pastă densă, senzațiuni cromatice de o frumoasă ținută și rară emoțiune.

## Lucrări în muzee
Principalele muzee, în care se regăsesc lucrări ale sale, sunt:
- Muzeul Național de Artã din București.
- Muzeul Colecțiilor de Artă din București.
- Casa memorială Ion Minulescu - Claudia Millian din București.
- Muzeul Zambaccian din București.
- Muzeul de Artă din Iași.